# Stor-Lövsjön
Stor-Lövsjön är en sjö i Bergs kommun i Jämtland och ingår i Ljungans huvudavrinningsområde. Sjöns area är 0,672 kvadratkilometer och den befinner sig 837 meter över havet.